# Teatr szkolny w Polsce
Teatr szkolny – element procesu dydaktycznego i wychowawczego, teatr tworzony przez uczniów i nauczycieli.

## Rozwój teatrów szkolnych w XVI–XVII wieku

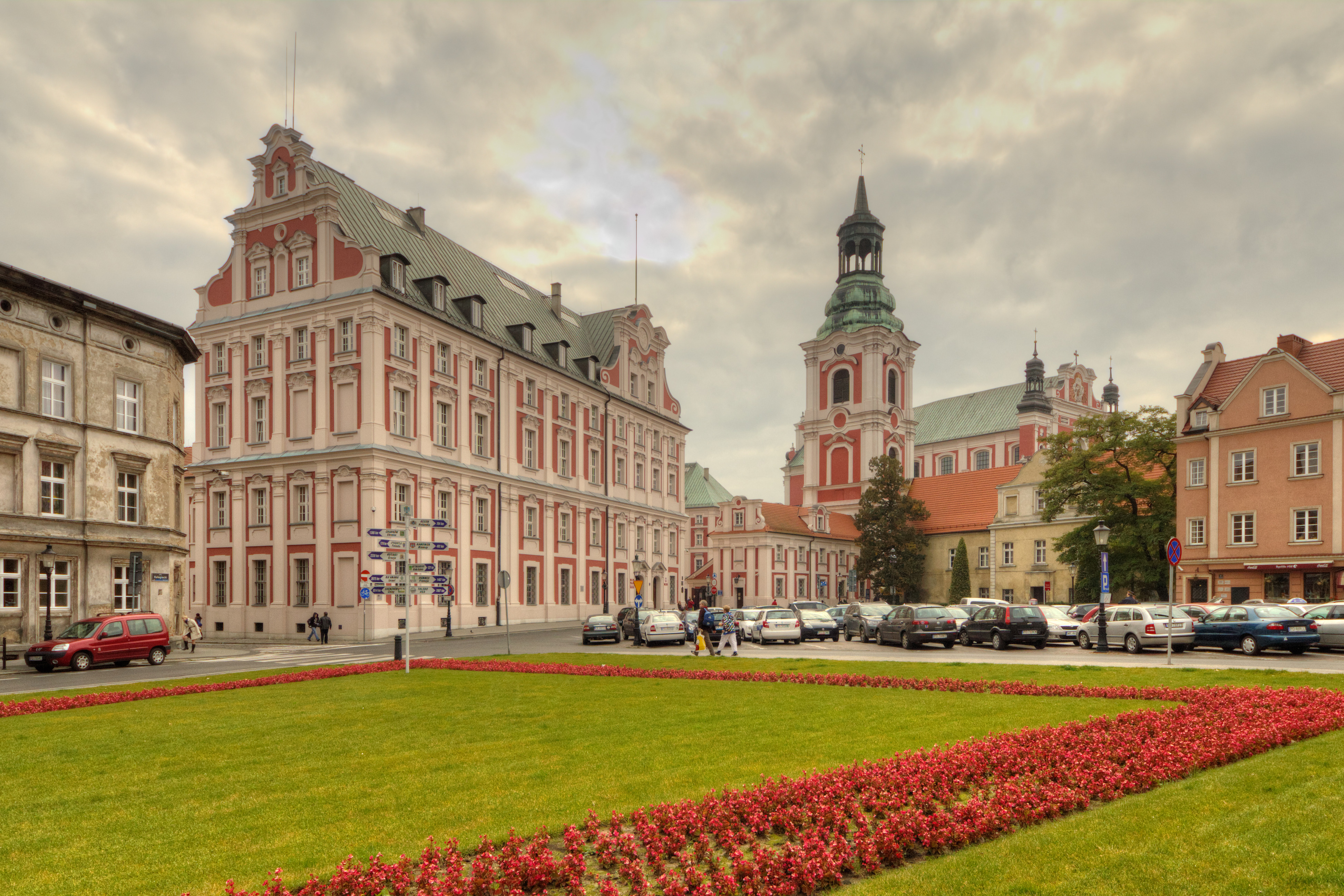
Budynki kolegium jezuitów w Poznaniu

### Rozwój
Znane dzieje występów teatralnych młodzieży w Polsce sięgają początków XII wieku, już bowiem w tym czasie żacy organizowali w kościołach widowiska, o których później jako o theatrales ludi wspominał Jan Długosz. Należy jednak podkreślić, że aż do czasów Odrodzenia możemy mówić tylko o udziale młodzieży w przedstawieniach, nie zaś o teatrze szkolnym. Pierwsze towarzystwa w celu przedstawienia kilku sztuk humanistycznych zorganizowali w Krakowie w latach 1516 i 1522 nauczyciele bursy Jerozolimskiej. Autorami widowisk byli, pozostający pod opieką nauczycieli, mieszkający w bursie uczniowie wywodzący się ze znakomitych rodzin. Wystawili oni dialogi humanistów niemieckich – Lochera, Gnapheusa i innych. Sztukę Jakóba Lochera o Odyseuszu: „Ulissis prudentia in adversis” odegrali żacy w obecności króla Zygmunta I i jego dworu w 1516, na zamku królewskim w Krakowie. Wielkim powodzeniem cieszyło się też, będące rodzajem moralitetu karnawałowego, widowisko wystawione 1522 roku, w obecności króla Zygmunta i królowej Bony, „Sąd Parysa, królewicza trojańskiego”. Nieco później podobne przedstawienia zaczęli wystawiać krakowscy dominikanie, którzy jednak nadali im trochę odmienny (religijny) charakter. Przypuszczalnie również siłami uczniów, wystawili oni publicznie dwa misteria polskie, mianowicie „Historię o św. Janie Chrzcicielu” w roku 1518 oraz misterium (wielki cykl pasyjny) „Historię Ukrzyżowania Pańskiego” w 108 scenach z udziałem 60 (w tym alegorycznych) postaci, datowane na rok 1533 i zdradzające pokrewieństwo z „Rozmyślaniami Dominikańskimi”.  W rozwoju polskich teatrów szkolnych znaczącą rolę odegrał zakon jezuitów, który za swój główny cel uznawał wychowanie młodzieży w duchu odnowionego katolicyzmu. Dalszy rozwój teatru szkolnego wiąże się z rozbudową sieci szkół średnich. Teatry szkolne powstawały w Polsce od XVI wieku przy szkołach zarówno katolickich, jak i innowierczych. Wśród szkół katolickich prym wiodły kolegia jezuickie, do najbardziej znanych jezuickich teatrów szkolnych należały instytucje w Poznaniu (działające już 1620 roku), Warszawie (od 1687 roku) i Wilnie (od 1715 roku). Szacuje się, że w Rzeczypospolitej działało 59 teatrów jezuickich. Od roku 1660 teatry przyszkolne zaczęli otwierać także pijarzy – łącznie powstało 29 tego typu pijarskich placówek. Swoje szkoły prowadzili także bazylianie, teatyni. Funkcjonowały także teatry innowiercze. Bracia czescy prowadzili w Lesznie teatr pod opieką Jana Ámosa Komenskiego, otwierano teatry w Toruniu, Gdańsk czy Elblągu. Obyczaj otwierania teatrów szkolnych rozprzestrzenił się także na wschód: w Kijowie przy kolegium prawosławnym funkcjonował teatr wystawiający sztuki po ukraińsku.

### Repertuar i cele

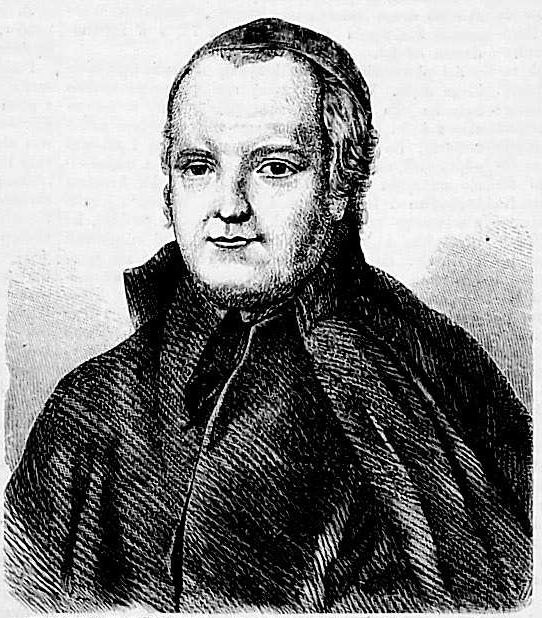
Stanisław Konarski – reformator teatru szkolnego

Teatry szkolne służyły nauczaniu języka łacińskiego i retoryki (w repertuarze były sztuki autorów rzymskich, z czasem zastąpione przez dramaty pisane przez szkolnych profesorów, jednak wciąż po łacinie) oraz wychowywaniu podopiecznych (w kolegiach jezuickich wystawiano „żywe obrazy”, wywodzące się z misteriów średniowiecznych, które z czasem ewoluowały w kierunku nowocześniejszych form dramatycznych). Pisano umoralniające tragedie w duchu chrześcijańskim, wykorzystujące motywy mitologiczne i biblijne, lecz tematycznie zazwyczaj aktualne i komentujące bieżące wydarzenia. Ze względu na specyfikę szkół męskich z tekstów dramatycznych usuwano role kobiece. W XVII wieku poza repertuarem świeckim teatry reprezentowały również szkołę na zewnątrz, wystawiając na rozpoczęcie i zakończenie roku nauki sztuki o tematyce religijnej dla szerszej publiczności.

## Reforma teatru szkolnego w dobie oświecenia
Od połowy XVIII wieku, a więc w okresie reformy szkolnictwa w Polsce, teatr szkolny postawił sobie za cel zaszczepianie ideałów obywatelskich. Stanisław Konarski w Collegium Nobilium zrezygnował z repertuaru łacińskiego, zastępując go klasycystycznymi tragediami francuskimi (np.: Pierre Corneille, Jean Baptiste Racine, Wolter) tłumaczonymi na język polski lub w oryginale oraz współczesnym dramatopisarstwem polskim (np. Tragedia Epaminondy Konarskiego). Konarski przywrócił także role kobiece, grane przez chłopców. Scena Collegium Nobbilium stworzyła dla polskiej publiczności szansę zapoznania się dorobkiem nowoczesnej dramaturgii europejskiej. Za sprawą Franciszka Bohomolca przemianę przeszły też teatry jezuickie, które zaczęły wystawiać adaptacje klasycystycznych sztuk Moliera czy nowe utwory samego Bohomolca. Tu także zrezygnowano z łaciny, a w intermediach pojawiły się wstawki baletowe czy śpiewane. W połowie XVIII wieku w teatrze jezuickim obok obowiązującej tragedii pojawiły się również pierwsze dramy pióra Męcińskiego, Puttkamera i Filipeckiego. Dramę stawiano w teatrze jezuickim obok tragedii, zaliczając ją do sztuk poważnych, wyraźnie odgraniczając od komedii. Teatry jezuickie zniknęły wraz z kasatą zakonu w roku 1773.

## Wiek XIX
W okresie rozbiorów teatr szkolny zaznajamiał z twórczością polskich twórców, podtrzymywał ducha i świadomość narodową. Te cele wychowawcze przyświecały jednak nie tyle pracy teatralnej z dziećmi i młodzieżą, co samym przedstawieniom. Zasadniczą metodą pracy było pamięciowe opanowanie tekstów i odtwarzanie ich w taki sposób, by przypominało to spektakle teatrów profesjonalnych.
Na wzrost aktywności scen uczniowskich znaczny wpływ wywarła setna rocznica urodzin Adama Mickiewicza, a wcześniej uroczystości związane ze sprowadzeniem jego prochów do krypty wawelskiej (1890) oraz inne rocznice. Wśród nich wymienić należy: stulecie Konstytucji 3 Maja i insurekcji kościuszkowskiej, oraz 500-lecie zwycięstwa pod Grunwaldem, które szczególnie uroczyście obchodzono w Galicji. „Wieczory Mickiewiczowskie” oraz „Trzech Wieszczów” odbywały się również w innych miastach zaboru austriackiego. Pierwszy „Wieczór Mickiewiczowski” we Lwowie zorganizowało kierowane przez dyr. Próchnickiego IV Gimnazjum im. Jana Długosza w 1880 roku. Wystawiono wówczas „scenę więzienną” z III części „Dziadów”. Pod koniec XIX wieku ponownie na ziemiach polskich powstają szkoły zakonu jezuitów. W 1886 roku został otworzony zakład w Chyrowie. Od początku ta doskonale wyposażona szkoła (posiadała np. księgozbiór liczący ponad 30 tysięcy tomów) wróciła do tradycji teatru szkolnego. W repertuarze sięgano po zaadaptowane dla potrzeb sceny szkolnej dramaty Wyspiańskiego, Fredry, Szekspira, Calderona; wystawiano też krotochwile różnych autorów, m.in. księży Aleksandra Piątkiewicza i Piotra Turbaka, oraz obrazy sceniczne oparte na dziełach Sienkiewicza, Prusa i Mickiewicza.

## XX-wieczne podejście do założeń teatru szkolnego

### Nowe założenia teatru szkolnego
Po I wojnie światowej teatr szkolny początkowo kontynuował tradycję wieku XIX – traktowany był albo jako „godziwa rozrywka” dla młodzieży albo jako pole popisu dla nauczyciela, mającego ambicje reżyserskie, lub też wreszcie jako plastyczne uzewnętrznienie wybranych dzieł literatury dramatycznej. W 1922 roku ukazał się artykuł Cele i zadania teatru szkolnego autorstwa redaktora „Teatru Ludowego” Jędrzeja Cierniaka. Zainicjował on dyskusję na temat sceny szkolnej. Wyraził m.in. opinię, że teatr szkolny powinien zajmować czołowe miejsce w pracy wychowawczej szkoły. Jednak dopiero działalność Lucjusza Komarnickiego spowodowała wypracowanie odrębnego stylu teatru szkolnego. W roku 1926 ukazała się jego książka zatytułowana Teatr szkolny omawiająca na podstawie jego własnej pracy z młodzieżą oraz pojawiającej się już wówczas fachowej literatury nowe założenia i teorie teatru szkolnego. Komarnicki odrzucał naśladownictwo teatru profesjonalnego i jego repertuaru. Teatr szkolny powinien posługiwać się własnymi środkami wyrazu i być całkowicie samodzielnym dziełem młodzieży. Nie powinien realizować tzw. wielkiego repertuaru, który przekracza siły wykonawców. Właściwym repertuarem stać się winny dla niego drobne formy literackie.
Z tymi postulatami pedagogicznymi zbiegła się czasie reforma tradycyjnego teatru, zapoczątkowana przez francuskiego aktora, reżysera i pisarza Jacques’a Copeau, propagatora „teatru szczerości”. Jednym z jego entuzjastów i współpracowników stał się Léon Chancerel, uważany właściwie za twórcę podstawowych form ekspresji, przez które dzieci i młodzież powinny przejść, nie tylko w perspektywie stworzenia właściwego swemu wiekowi teatru, ale celem osiągnięcia pełnego rozwoju osobowości. Teorie Chancerela stanowiły przełom w traktowaniu teatru szkolnego. Punktem wyjścia nie było już przedstawienie, które należy zagrać, ale pobudzanie psychicznego rozwoju dzieci oraz młodzieży.

### Polski teatr szkolny podczas II wojny światowej
W czasie II wojny światowej młodzież – pozbawiona literatury i teatru – tworzyła amatorskie, konspiracyjne grupy teatralne. Pierwszy spektakl powstał i został wystawiony już we wrześniu 1939 roku w Poznaniu (Sobótka według Jana Kochanowskiego). Teatr szkolny stał się zarazem formą rozrywki, jak i pewnego rodzaju służby narodowej.

### Szkolny teatr powojenny
Rozkwit teatru szkolnego zaczął się jednak po drugiej wojnie światowej, wraz z rozwojem systemu nauczania i edukacji. W odbudowywanej Polsce powstawało wiele szkół, Domów i Centrów Kultury oraz Pałaców Młodzieży. Ambicją nowo powstałych ośrodków pracy pozaszkolnej było posiadanie własnego zespołu teatralnego, powstawały nowe zespoły (np. poznański teatr Łejery). W miarę rozwoju teatru szkolnego, pojawiła się potrzeba skonfrontowania efektów jego pracy. Powstało wiele przeglądów i festiwali teatru szkolnego takich jak: Festiwal Kultury Szkolnej, Horyniecka Biesiada Teatralna, Tyskie Spotkania Teatralne, toruńskie „Pobocza Teatru” i wiele innych. Pojawiło się też wiele wydawnictw i sztuk dedykowanych teatrowi amatorskiemu.